# 赵斌 (1972年)
赵斌（1972年8月—），男，中华人民共和国外交官，现任中华人民共和国驻刚果民主共和国特命全权大使。

## 生平
赵斌毕业于外交学院。2012年，任外交部欧洲司处长。2014年，任驻法国大使馆参赞，后升任公使衔参赞。2020年8月，任外交部欧洲司副司长。2022年，兼任中国—中东欧国家合作秘书处副秘书长。2023年6月，出任中华人民共和国驻刚果民主共和国大使。